# Carolina (Zuid-Afrika)
Carolina is een dorp met 17.000 inwoners, in Mpumalanga (Zuid-Afrika), gelegen aan de hoofdroute tussen Johannesburg en Swaziland. Carolina, dat op een hoogte van 1710 meter boven zeeniveau ligt, staat bekend om haar buitengewoon koude winters. Het dorp is een gemengde boerderij- en kleineschaal-steenkool en -edelsteenmijngemeenschap.
Het dorp is door Cornelius Coetzee gesticht als een permanente uitspanplek voor wagens toen er in 1883 goud in Barberton ontdekt werd en is naar zijn vrouw, Carolina, vernoemd. Het dorp is herbouwd nadat dit in de Tweede Boerenoorlog vernietigd werd. De Komatikloof en de daardoorheen vloeiende Komatirivier zijn in de omgeving gelegen.

## Subplaatsen
Het nationaal instituut voor de statistiek, Stats SA, deelt sinds de census 2011 deze hoofdplaats in in 3 zogenaamde subplaatsen (sub place):
Carolina SP • Caropark • Silobela.